# جیلن رز
جیلن رز (انگلیسی: Jalen Rose؛ زادهٔ ۳۰ ژانویهٔ ۱۹۷۳) بازیکن بسکتبال اهل ایالات متحده آمریکا است. از باشگاه‌هایی که در آن بازی کرده‌است می‌توان به تورنتو رپترز، فینیکس سانز، شیکاگو بولز، ایندیانا پیسرز، نیویورک نیکس، و دنور ناگتس اشاره کرد.